# Proserpinicaris ima
Proserpinicaris ima is een eenoogkreeftjessoort uit de familie van de Parastenocarididae. De wetenschappelijke naam van de soort is voor het eerst geldig gepubliceerd in 1989 door Cottarelli.